# 정일근
정일근(1958년 7월 28일, 경상남도 진해 ~ )은 대한민국의 시인이다.

## 생애
경남대학교 사범대학 국어교육과를 졸업했으며,  1984년 『실천문학』에  <야학일기> 등 7편의 시를 발표하고 1985년 한국일보 신춘문예에 <유배지에서 보내는 정약용의 편지>라는 시가 당선되어 등단했다. 울산 및 경상남도의 지역 작가로 알려져 있으며 현재 ‘시힘’의 동인으로 활동하고 있다. 이외에도 경남대학교 교양학부 교수를 거쳐 경남대학교 문화콘텐츠학과 교수로 재직 중이며 한국시인협회 이사, 문화일보와 경향신문 사회부 기자 등 사회적인 활동도 활발하다. 이전 국어 교사로서 근무했을 때에 1985년 진해 남중학교에 첫 발령을 받은 뒤 쓴 <바다가 보이는 교실 10-유리창 청소>는 2001년부터 7차 교육과정 중학교 1학년 2학기 국어 교과서에 실렸다.

## 작품 목록

### 시집
- 『바다가 보이는 교실』 (1987)
- 『유배지에서 보내는 정약용의 편지』 (1991)
- 『그리운 곳으로 돌아보라』 (1994)
- 『처용의 도시』 (1995)
- 『경주 남산』 (1998)
- 『누구도 마침표를 찍지 못한다』 (2001)
- 『마당으로 출근하는 시인』 (2003)
- 『오른손잡이의 슬픔』 (2005)
- 『착하게 낡은 것의 영혼』 (2006)
- 『기다린다는 것에 대하여』 (2009)
- 『방!』 (2013)
- 『소금 성자』 (2015)

- 『저녁의고래』 한영대역신작시집 (2019)

### 동화
- 『내가 꽃을 피웠어요』 (2009)
- 『우린 친구야 모두 친구야』 (2009)
- 『하나 동생 두나』 (2009)
- 『우리는 모두 하나예요』 (2014)

## 수상 목록
- 한국시조작품상 (2000)
- 시와시학 젊은시인상(2001)
- 소월시문학상(2003)
- 영랑시문학상(2006)
- 포항국제동해문학상(2008)
- 지훈문학상 (2009)
- 월하진해문학상 (2009)
- 토지문학제 평사리 문학대상 특별상 (2013)
- 김달진 문학상 (2013)